# Cseh női kézilabda-válogatott
A cseh női kézilabda-válogatott Csehország nemzeti csapata, amelyet a Cseh Kézilabda-szövetség irányít.

## Részvételei

### Nyári olimpiai játékok
Olimpiára még nem jutott ki a válogatott.

### Világbajnokság
- 1995: 13-16. hely
- 1997: 13. hely
- 1999: 19. hely
- 2001: Nem jutott ki
- 2003: 15. hely
- 2005-2011: Nem jutott ki
- 2013: 15. hely
- 2015: Nem jutott ki
- 2017: 8. hely
- 2019: Nem jutott ki
- 2021: 19. hely
- 2023: 8. hely

### Európa-bajnokság
- 1994: 8. hely
- 1996-2000: Nem jutott ki
- 2002: 8. hely
- 2004: 15. hely
- 2006-2010: Nem jutott ki
- 2012: 12. hely
- 2014: Nem jutott ki
- 2016: 10. hely
- 2018: 15. hely
- 2020: 15. hely
- 2022: Nem jutott ki
- 2024: 15. hely
- 2026: Kijutott, mint társrendező

## A2024-es Európa-bajnokságranevezett keret
| #  | név                 | poszt      | születési hely | jelenlegi klubja        |
| -- | ------------------- | ---------- | -------------- | ----------------------- |
| 9  | Adéla Stříšková     | balszélső  | Most           | DHK Baník Most          |
| 14 | Kamila Kordovská    | balátlövő  | Prága          | Handball Plan-de-Cuques |
| 22 | Markéta Šustáčková  | jobbátlövő | Neratovice     | Molde Elite             |
| 24 | Eliška Desortová    | balátlövő  | Ostrava        | HC DAC/Dunajská Streda  |
| 31 | Alena Stellnerová   | beálló     | Písek          | Sokol Písek             |
| 32 | Natálie Kuxová      | irányító   | Alamóc         | DHK Baník Most          |
| 33 | Petra Kudláčková    | kapus      | Prága          | HC Zlín                 |
| 34 | Julie Franková      | irányító   | Plzeň          | DHC Slavia Praha        |
| 38 | Anna Franková       | jobbszélső | Prága          | TuS Metzingen           |
| 42 | Katka Dresslerová   | beálló     | Plzeň          | Házená Kynžvart         |
| 44 | Dominika Zachová    | jobbszélső | Plzeň          | DHK Baník Most          |
| 48 | Sára Kovářová       | jobbátlövő | Písek          | HC Dunărea Brăila       |
| 51 | Markéta Jeřábková   | balátlövő  | Plzeň          | Ikast Håndbold          |
| 67 | Veronika Malá       | balszélső  | Písek          | HB Ludwigsburg          |
| 79 | Sabrina Novotná     | kapus      | Prága          | Házená Kynžvart         |
| 91 | Anna Jestříbková    | beálló     | Prága          | DHK Baník Most          |
| 96 | Charlotte Cholevová | balátlövő  | Ostrava        | SCM Râmnicu Vâlcea      |